# Mycomya iphis
Mycomya iphis är en tvåvingeart som beskrevs av Coher 1952. Mycomya iphis ingår i släktet Mycomya och familjen svampmyggor. Inga underarter finns listade i Catalogue of Life.